# Chloe & Nicole
Chloe & Nicole är en svensk reality/dokumentär TV-serie från SVT som handlar om de unga entreprenörerna och bloggarna Chloé Schuterman och Nicole Falciani. 
Nathanel Goldman har skapat serien som producerades av produktionsbolaget Adflix, som tidigare bland annat producerat SVT-serierna Modellpojkar och Klubben.
Serien hade premiär på SVT Play 10 mars 2015 och på SVT24 12 juni 2015. Serien blev SVT:s mest sedda under våren 2015 och fortsatte därför sändas på linjär TV under sommaren.